# CVE VT 3 bis VT 4
Die CVE VT 3–4 waren schmalspurige Verbrennungsmotor-Triebwagen der Luxemburgischen Schmalspurbahnen (CVE). Sie waren mit ihrem Baujahr 1912 eine der ersten betriebstauglichen Triebwagen mit Verbrennungsmotor. Die Fahrzeuge waren in ihrer Ursprungsform mit benzolelektrischem Antrieb ausgerüstet und mit geänderter Antriebskonfiguration bis 1956 in Betrieb. Umgangssprachlich waren die Fahrzeuge bei den CVE als Triebwagen Reihe B klassifiziert.

## Geschichte und technische Daten
Bestellt wurden die Fahrzeuge 1911 bei der französischen Niederlassung der Firma Westinghouse in Le Havre. Der Wagenkasten wurde von der belgischen Firma Ateliers de la Dyle gefertigt, wo die Endmontage erfolgte. Die Antriebsanlage und die elektrische Ausrüstung wurde in Le Havre gefertigt. Bei Ateliers de la Dyle wurden gleichzeitig zwei zweiachsige Beiwagen mit bestellt. Das von Westinghouse entwickelte Antriebskonzept kann als ein Vorläufer des Dieselelektrischen Antriebes genannt werden. Im Wagenkasten war über einem Drehgestell, dem Laufdrehgestell, die benzolelektrische Antriebseinheit, bestehend aus einem Sechszylinder-Viertakt-Ottomotor mit 90 PS Leistung und einem Gleichstromgenerator untergebracht, die Antriebsmotoren waren in dem Triebdrehgestell auf der anderen Seite des Wagens in Tatzlager-Bauweise untergebracht. Im Gegensatz zu späteren Entwicklungen lag der Motor frei im Führerstand und war quer angeordnet. Anfang 1913 wurde der erste Wagen und die beiden Beiwagen ausgeliefert.
Ihre ersten Probefahrten  und folgende öffentliche Fahrten traten beide Triebwagen und die Beiwagen dann auf der Schmalspurbahn von Luxemburg nach Dommeldingen aus. Von Anfang 1914 an wurden beide Triebwagen auch auf der Schmalspurbahn nach Alzingen eingesetzt. Die Wagen blieben bis Ende August 1914 in Betrieb und wurden dann aus Kriegsgründen im Lokschuppen von Dommeldingen hinterstellt.
Die Abstellung der Fahrzeuge dauerte etwa zehn Jahre an, da die Chemins de fer Prince Henri, die nach dem Ersten Weltkrieg die Luxemburgischen Schmalspurbahnen zunächst übernahm, kein Interesse an ihnen besaß. Erst die als Vertreterin der Staatsbahn fungierende CVE erarbeitete ein Konzept zu einem Triebwagenbetrieb auf ihren Schmalspurbahnen. Neben der Beschaffung neuer Triebwagen wurden die vorhandenen als CVE VT 3 bis VT 4 bezeichneten Benzoltriebwagen wiederhergerichtet und auf der 14 km langen Schmalspurbahn Diekirch–Vianden eingesetzt. Ein Versuch, die Triebwagen auf der Nördlinger Kantonalbahn einzusetzen, scheiterte jedoch. Während ihres Einsatzes auf der Schmalspurbahn Diekirch–Vianden behielten die Triebwagen bis 1936 ihre originale Antriebsanlage. Das war möglich geworden, weil die CVE ausreichend Ersatzteile von zur Elektrifizierung anstehenden Schmalspurbahnen in Frankreich erwerben konnte.
Erst 1936 wurden bei den Fahrzeugen unter Einhaltung des äußeren Erscheinungsbildes die alten Benzolmotoren durch neue und stärkere Dieselmotoren vom Typ Deutz A6M 220 bei gleichzeitiger Erneuerung der elektrischen Einrichtung ersetzt. Die Umbauarbeiten wurden bei BBC in der Schweiz durchgeführt. Die Modernisierung ermöglichte erhebliche Fahrzeiteinsparungen;  benötigte der originale Triebwagen mit einem 13 t schweren Beiwagen für die 14 km lange Schmalspurbahn Diekirch–Vianden 42 min, so verkürzte sich nach dem Umbau die Reisezeit bei sieben Zwischenhalten auf 29 min. Außerdem waren die Verbrauchswerte wesentlich günstiger als bei den Benzolmotoren.
1942 kamen beide Triebwagen zu der Deutschen Reichsbahn und wurden als 136 752–753 bezeichnet. Sie waren auch weiterhin auf der Schmalspurbahn Diekirch–Vianden eingesetzt. Den Zweiten Weltkrieg überstanden sie und wurden noch von der CFL als Z 3–4 übernommen. Als 1950 die Schmalspurbahn Diekirch–Vianden stillgelegt wurde, wurden beide Triebwagen noch nach Luxemburg umbeheimatet, wo sie 1956 ausgemustert wurden.

## Fahrzeugaufbau

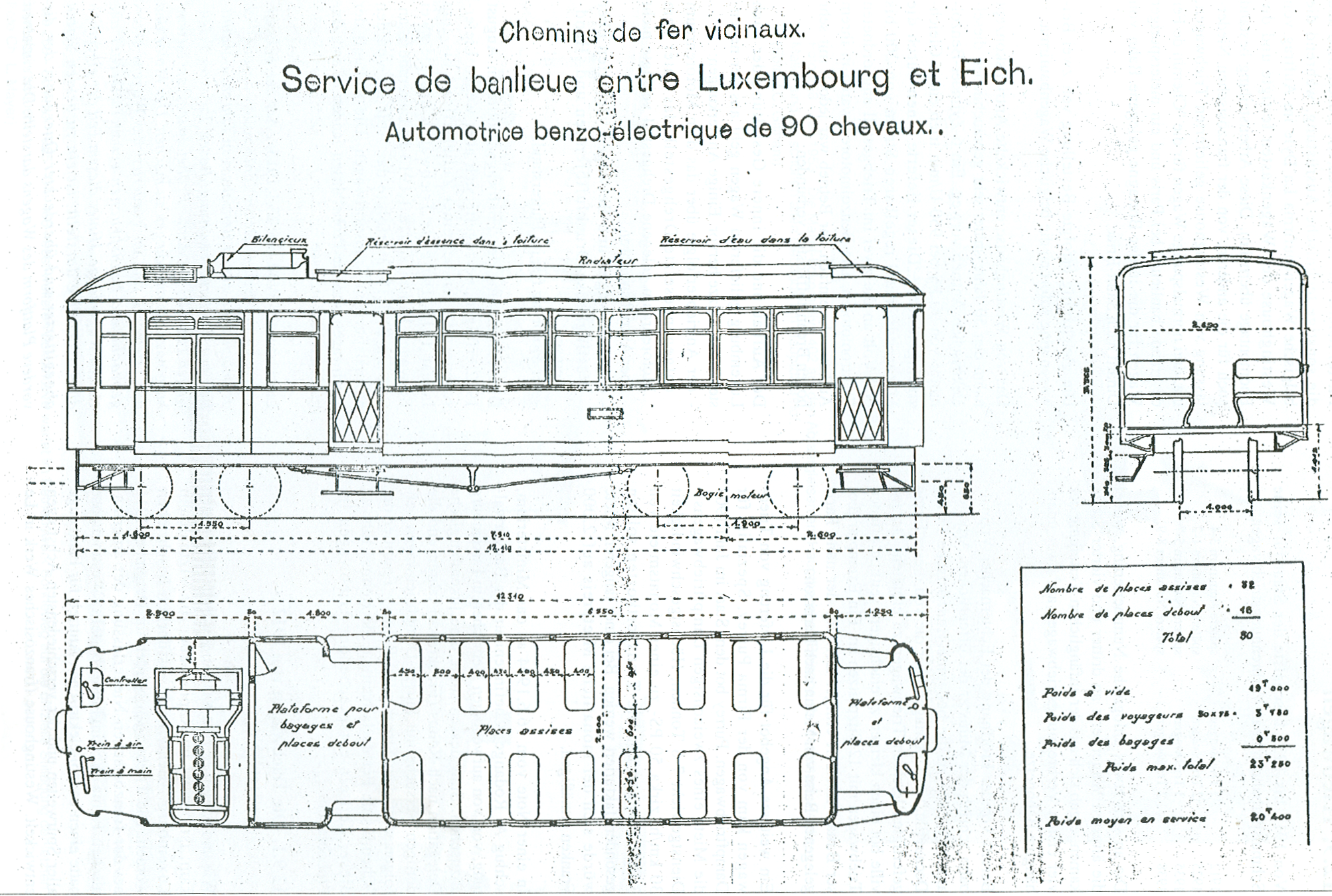
CVE VT3–4 in der Originalausführung

Das Fahrzeug war mit einem kräftigen Wagenkasten der sogenannten schweren Bauart ausgerüstet. Das verdeutlichte die Gegenüberstellung mit den Neubaufahrzeugen VT 5–7, die bei gleichem Gewicht etwa vier Meter länger ausgeführt waren. Er bestand aus einem Endeinstieg und einem Dritteleinstieg, beide bemerkenswert eingezogen gehalten. Zwischen beiden Einstiegen befand sich der Fahrgastraum, der als Großraumabteil mit Mittelgang ausgeführt war. Einen Abort hat der Triebwagen nicht besessen. Der Dritteleinstieg hatte ebenso einen Gepäckraum mit einer Grundfläche von 2,5 m². Zum Wagenende neben dem Dritteleinstieg lag der Maschinenraum mit dem zweiten Führerstand, beide hatten eine Grundfläche von 6 m². In der Ursprungsausführung war der Wagen in einem saftigen Lackgrün gehalten und mit gelben Gittern unterteilt, die Türen waren als Gitter ausgeführt, nach dem Umbau zeigte er sich in der Triebwagenfarbe blau/beige und mit geschlossenen Drehtüren. Das Untergestell war eine genietete Profilkonstruktion und hatte zentrale Stoßpuffer und Schraubenkupplung.
In dem Maschinenraum lag die Antriebsanlage, die ursprünglich aus dem Sechszylinder-Viertakt-Ottomotor mit 90 PS Leistung und einem Gleichstromgenerator bestand, nach dem Umbau 1936 wurde der Verbrennungsmotor als Dieselmotor Deutz A6M 220 ausgeführt, der als Vorkammermotor ausgeführt war. Bei dem Umbau mussten am Fahrgestell lediglich die Aufhängefedern des Drehgestelles verstärkt werden, der restliche Wagenkasten war stabil genug und konnte belassen werden. Das Gewicht der gesamten Dieselmotor-Generator-Einheit betrug 3.190 kg. Der Dieselmotor hatte fünf Drehzahlstufen; Leerlauf 600-630-850-1.100-1.180 min−1. Die Drehzahlverstellung erfolgte elektropneumatisch.
In der ursprünglichen Ausführung besaß der Triebwagen mit dem Ottomotor ein Bordnetz von 12 V. Nach dem Umbau wurde dies auf 24 V geändert. Nach dem Umbau besaß der Triebwagen als Sicherungseinrichtung eine Totmanneinrichtung.